# Dayton Gems (2009–2012)

Altes Logo der Dayton Gems bis zur Saison 2009/10

Die Dayton Gems waren ein US-amerikanisches Eishockeyfranchise in Dayton, Ohio. Sie spielten zuletzt von 2010 bis 2012 in der Central Hockey League.

## Geschichte
Die Dayton Gems wurden 2009 als Franchise der International Hockey League gegründet. Den Teamnamen wählten die Besitzer in Anlehnung an das gleichnamige Team, dass lange Zeit in der originalen International Hockey League gespielt hatte. In ihrer Premieren-Spielzeit, der Saison 2009/10, belegten die Gems den siebten und somit letzten Platz der IHL.
Ab der Saison 2010/11 nahmen die Dayton Gems an der Central Hockey League teil. Im Juli 2010 wurde Brian Gratz als Nachfolger des abgewanderten John Marks zum Cheftrainer und General Manager des Franchises ernannt. Nach der Spielzeit 2011/12 stellte das Team jedoch mit sofortiger Wirkung den Spielbetrieb ein.

## Saisonstatistik
Abkürzungen: GP = Spiele, W = Siege, L = Niederlagen, OTL = Niederlagen nach Overtime SOL = Niederlagen nach Shootout, Pts = Punkte, GF = Erzielte Tore, GA = Gegentore, PIM = Strafminuten
| Saison  | GP | W  | L  | OTL | SOL | Pts | GF  | GA  | Platz      | Playoffs                       |
| 2009/10 | 76 | 25 | 46 | 4   | 1   | 55  | 200 | 267 | 7., IHL    | nicht qualifiziert             |
| 2010/11 | 66 | 32 | 29 | 5   | –   | 69  | 201 | 200 | 8., Turner | Niederlage in der ersten Runde |
| 2011/12 | 66 | 23 | 29 | 6   | 8   | 60  | 185 | 228 | 6., Turner | nicht qualifiziert             |

## Team-Rekorde (IHL)

### Karriererekorde
Spiele: 76  Jonathan Ornelas
Tore: 25  Mike Vaskivuo
Assists: 30  Corey Couturier
Punkte: 49  Mike Vaskivuo
Strafminuten: 145  Derek Parker